# Echinobunus elegans
Echinobunus elegans is een hooiwagen uit de familie Sclerosomatidae.